# Ахундзаде, Шукрия Сулейман кызы
Шукрия Ахундзаде или Шукрия Джавад (азерб. Şükriyyə Süleyman qızı Axundzadə və ya Şükriyyə Cavad; 1902, Батуми, Кавказская администрация, Российская Империя — октябрь 1993, Шамкирский район, Азербайджан) — жена репрессированного азербайджанского поэта Ахмед Джавада.
В 1937 году была арестована вместе с мужем. Шукрия была приговорена к восьми годам ссылки в Акмолинском лагере жён изменников Родины на территории современного Северного Казахстана. Она была освобождена в 1945 году и оправдана в 1955 году после того, как была признана невиновной. Её жизнь послужила вдохновением для создания нескольких пьес, книг и песен, а также многочисленных театральных постановок.

## Биография
Шукрия Сулейман гызы Бежанидзе родилась в 1902 году в дворянской семье этнических аджар в городе Батуми, который тогда входил в состав Кавказского наместничества Российской империи, современной Грузии. Окончила среднюю школу в Батуми и свободно говорила на грузинском, турецком и русском языках.
Она познакомилась с Ахмед Джавадом в 1914 году, когда он жил в Батуми в качестве секретаря Фонда помощи турецкой армии. Несмотря на попытки оформить брак через посредников, отец Шукрии был против этого брака. В результате Шукрия и Ахмед Джавад сбежали и создали семью в Гяндже, современный Азербайджан.
В 1920 году, после апрельской оккупации, Ахмед Джавад был назначен учителем в Гусаре. Шукрия вместе со своей семьей переехала в село Хулук в Гусарском районе. Там они прожили до 1922 года, после чего переехали в Баку, столицу Азербайджанской ССР.

### Арест
В ночь на 3 июня 1937 года Ахмед и его жена Шукрия были арестованы по обвинению в попытке распространения национализма, вдохновленного Мусаватом, среди молодых азербайджанских поэтов. После ареста Ахмед Джавада Шукрие была предложена возможность развестись с Ахмед Джавадом и вернуться к своей девичьей фамилии, чтобы избежать дальнейшего наказания или ссылки. Однако она отказалась от развода. После некоторого содержания под стражей как «член семьи врага народа» 9 декабря ее приговорили к восьми годам лишения свободы. 2 февраля 1938 года ее отправили в трудовой лагерь Акмолинский лагерь жен изменников Родины.
14 октября 1945 года, когда срок ее заключения закончился, она была освобождена и вернулась в Азербайджанскую ССР. Она переехала в Шамкир, так как ей было отказано в разрешении на проживание в Баку. После возвращения из ссылки она несколько лет считала, что Ахмед Джавад еще жив, неоднократно обращалась в различные государственные органы и главу Совета Министров СССР, пытаясь встретиться с ним в тюрьме. В 1955 году она получила известие о том, что Ахмед Джавад был убит 18 годами ранее, в 1937 году. В конце концов она была оправдана в декабре 1955 года.
В октябре 1993 года она умерла в селе Чинарлы Шамкирского района Азербайджана.

## Память
В 1917 году Ахмед Джавад посвятил Шукрие стихотворение «Для моей Шукрии» (азерб. Şükriyyəm üçün""). Позже Эмин Сабитоглу написал музыку к этому стихотворению, а песню под названием "Шукрия - судьба моя" (азерб. "Şükriyyə taleyim") исполняли многие исполнители.
В 2018 году была представлена книга автора Севиндж Адалятгызы «Cavad və Şükriyyə dastanı» («Дастан Джавада и Шукрии»).
В 2021 году писательница Ульвия Тахир написала исторический роман «Шукрия - судьба моя» (азерб. "Şükriyyə taleyim") о Шукрие Ахундзаде и её жизни в изгнании.
17 декабря 2022 года в Азербайджанском государственном молодёжном театре состоялась премьера спектакля Кодовое имя: «В.Х.А.». В центре внимания пьесы события, постигшие жен политических заключенных во время сталинских репрессий, в том числе трагическая жизнь Шукрии Джавада.
30 июня 2023 года в Азербайджанском государственном академическом национальном драматическом театре состоялась премьера спектакля Шукрия. Эта пьеса основана по пьесе Джавида Зейналлы «Шукрия» и посвящена жизни Шукрии Ахундзаде в изгнании в Казахстане. Режиссёр-новатор спектакля — заслуженный деятель искусств Бахрам Османов.

## Семья
Ее отец, Сулейман-бек Беджанидзе, принадлежал к роду знатных князей Аджарии. Их предки были родом из деревни Зендиди, части современной Турции, где у семьи были места захоронений, владения и порты.
У Шукрии и Ахмед Джавада было пятеро детей; четыре сына, Ниязи, Айдын, Тукай, Йылмаз, и одна дочь Алмаз. В 1936 году их дочь Алмаз скончалась в возрасте 16 лет от саркомы.
После убийства Ахмеда Джавада и изгнания Шукрии Ахундзаде их двухлетний сын Йылмаз был помещён в приёмную семью. 14-летнего Тукая отправили в детский дом, предназначавшийся для детей, «нуждавшихся в строгом воспитании», а 16-летнего Айдына отправили в тюрьму Кешла.